# Фекально-оральний механізм
Фекально-оральний механізм передачі інфекції (або орально-фекальний, або орофекальний, або аліментарний) — медичний термін, який використовують в епідеміології та вченні про інфекційні хвороби, один з видів механізму передачі інфекції, коли патогени, які містяться у випорожненнях одного хазяїна, джерела інфекції, потрапляють до травної системи іншого через рот. У природі таке практично не відбувається без посередників — як правило патогени потраплять до води, харчових продуктів, передаються через забруднені фекаліями побутові предмети (ручки дверцят, поручні для тримання в транспорті, поверхні столів, стільців, тощо, внаслідок певних побутових дій — рукостискання, користування спільними побутовими предметами тощо. Іноді від заражених фекалій до харчових продуктів, побутових предметів патогенів переносять механічні переносники, мухи, таргани тощо. При деяких хворобах відбувається більш рідка сечо-оральна передача, коли патогени є в сечі хворого або носія, як це зокрема буває при черевному тифі і паратифах.

## Загальні поняття
Специфічна локалізація збудника в шлунково-кишковому тракті визначає його виведення із зараженого організму з випорожненнями та блювотою. Надалі він може проникнути у сприйнятливий організм із забрудненою водою, їжею, руками тощо, після чого мікроорганізм колонізує травну систему. Оскільки вхідними воротами для подібних витоків служить рот, то такий механізм передачі кишкових інфекційних хвороб називають фекально-оральним. Реалізація фекально-орального механізму передачі відбувається завдяки конкретним шляхам передачі (водному, харчовому, контактно-побутовому), що включає безпосередні різноманітні фактори передачі, які беруть участь у переносі збудника.
Окремі види збудників з кишковою локалізацією характеризуються різною органотропністю. Зокрема, холерний вібріон розмножується в просвіті тонкої кишки, шигели — в слизовій оболонці товстої кишки, збудники черевного тифу — в лімфатичних вузлах тонкої кишки з подальшим проривом у кров і наступним виходом назовні через жовчні шляхи і кишку, а також через нирки і сечу; вірус гепатиту А — в тканини печінки з виходом у просвіт кишки через жовчні шляхи. Є також збудники, які окрім фекально-оральної передачі мають додаткову, наприклад, аерогенну як ентеровіруси. При деяких захворюваннях (холера, шигельоз) збудник залишається в межах кишки, при інших (черевний тиф, паратифах А і В) мікроорганізми потрапляють в кров і дисемінує по всьому організму. У цих випадках первинна локалізація збудників хвороби доповнюється їхньою вторинної локалізацією, і мікроорганізми отримують можливість виділятися з організму в довкілля не тільки через кишку, а й через інші органи, зокрема, нирки. Однак, як правило, збереження біологічного виду збудника забезпечує основна локалізація збудника. У таких випадках мова йде про основну та додаткову локалізації збудника в організмі специфічного хазяїна.

## Шляхи і фактори передачі
Процес передавання при цьому механізмі може бути простим, або складатись з кількох етапів. Нижче наведено деякі приклади фекально-орального передавання:
- вода, що мала контакт з фекаліями (наприклад, забруднення підземних вод від вигрібних ям[en]) та не була належним чином очищеною перед вживанням;
- потрапляння збудників через порушення технології виготовлення на поверхню або всередину харчових продуктів, зберігання їх там через неправильне готування;
- контакт за умови відсутності адекватних гігієнічних навичок з рукою іншої людини, забрудненою фекаліями, зміна пелюшок, робота із землею, худобою; погане або відсутнє миття рук після відвідування туалету або контакту з фекаліями, на кшталт зміни підгузок;
- механічні носії збудників кишкових інфекцій, як-от кімнатні мухи, що переносять бруд з місць неналежного залишання фекалій;
- сексуальні практики, що можуть включати оральний контакт з фекаліями, на кшталт анілінгусу чи копрофілії;
- споживання фекалій дітьми, або при психічному захворюванні під назвою копрофагія;
- споживання забрудненого залишками фекалій ґрунту (геофагія).

### Водний шлях передавання
Забруднення води патогенними мікроорганізмами може відбуватися багатьма шляхами. Найчастіше — в результаті спуску у водойми неочищених стічних вод. Особливу небезпеку становлять каналізаційні стоки інфекційних і ветеринарних лікарень, а також тих промислових підприємств, які здійснюють переробку тваринної сировини (м'ясокомбінатів, боєнь, шкіряних фабрик).
Крім того, фекальне забруднення водойм, зокрема колодязів, може реалізуватися внаслідок попадання поверхневих вод у періоди зливових дощів і танення снігів. Вода систем централізованого водопостачання може забруднюватися не тільки в місці її забору (відкритих водоймах), але і в головних спорудах системи водопостачання і водорозподілу, а також у периферичній мережі водопроводу.
Водойми також можуть бути забруднені виділеннями диких тварин, головним чином гризунів або водоплавних птахів. Таким чином, зокрема у воду можуть потрапити збудники кампілобактеріозу, сальмонельозу тощо. Вода, інфікована патогенними мікроорганізмами, стає фактором передачі інфекційних хвороб. Причому хвороби, що виникають при водному шляху зараження, часто набувають масового епідемічного характеру.
Одним з основних чинників фекально-орального передавання захворювань у країнах, що розвиваються, є брак адекватної санітарії та, що часто є пов'язаною проблемою, забрудненням прісних вод каловим матеріалом.

Так звана F-діаграма, що зображає шляхи передавання хвороби в фекально-оральному механізмі (f — перша літера слів «кал», «пальці», «мухи», «поля», «рідини», «їжа» англійською). Вертикальні блакитні лінії позначають бар'єри: туалети, водопостачання, гігієну та миття рук.
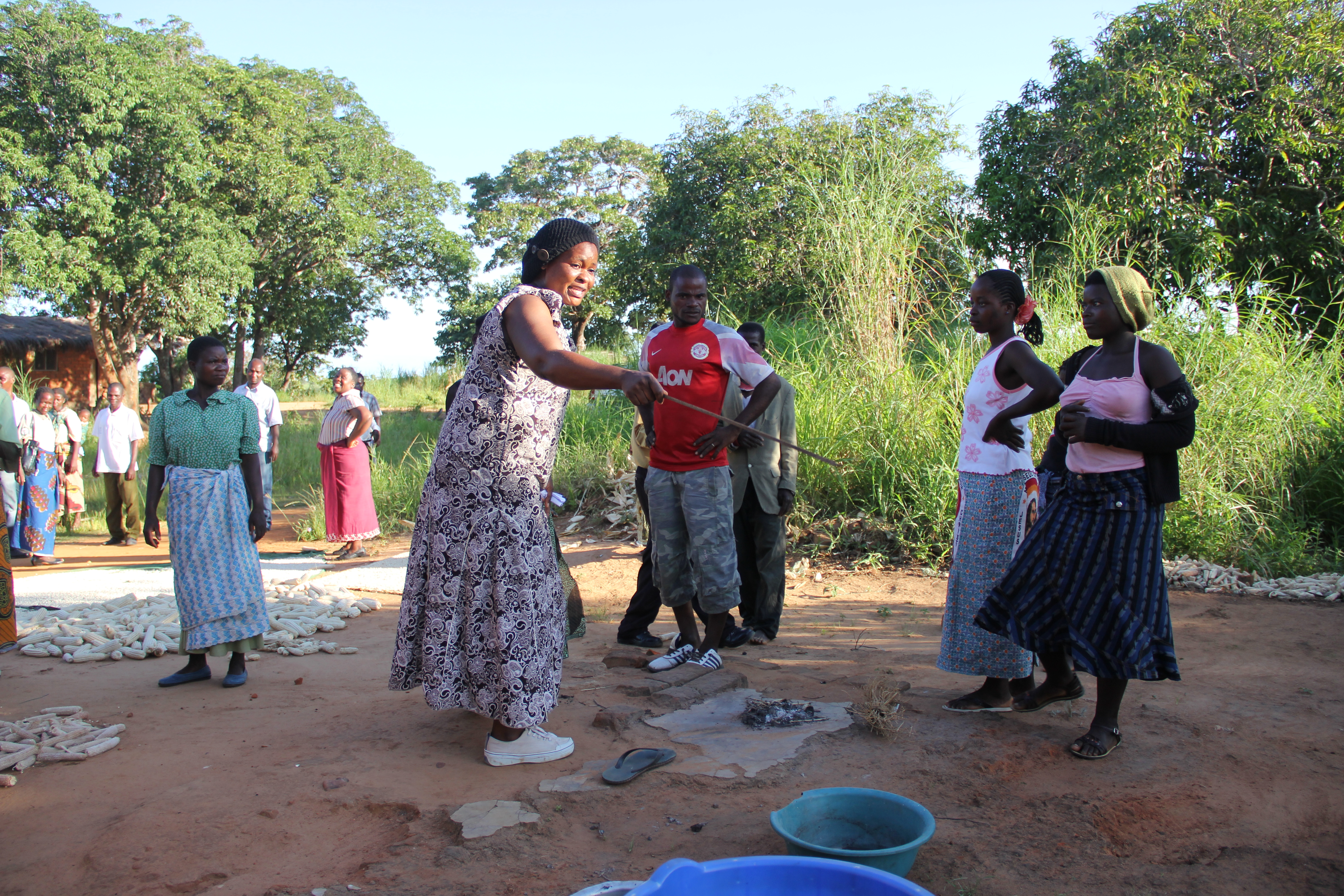
Селяни під час вправи йдуть до місця приготування їжі, щоб спостерігати, як мухи злітаються на людські фекалії та переносять хвороби шляхом приземлення на їжу. (Малаві).
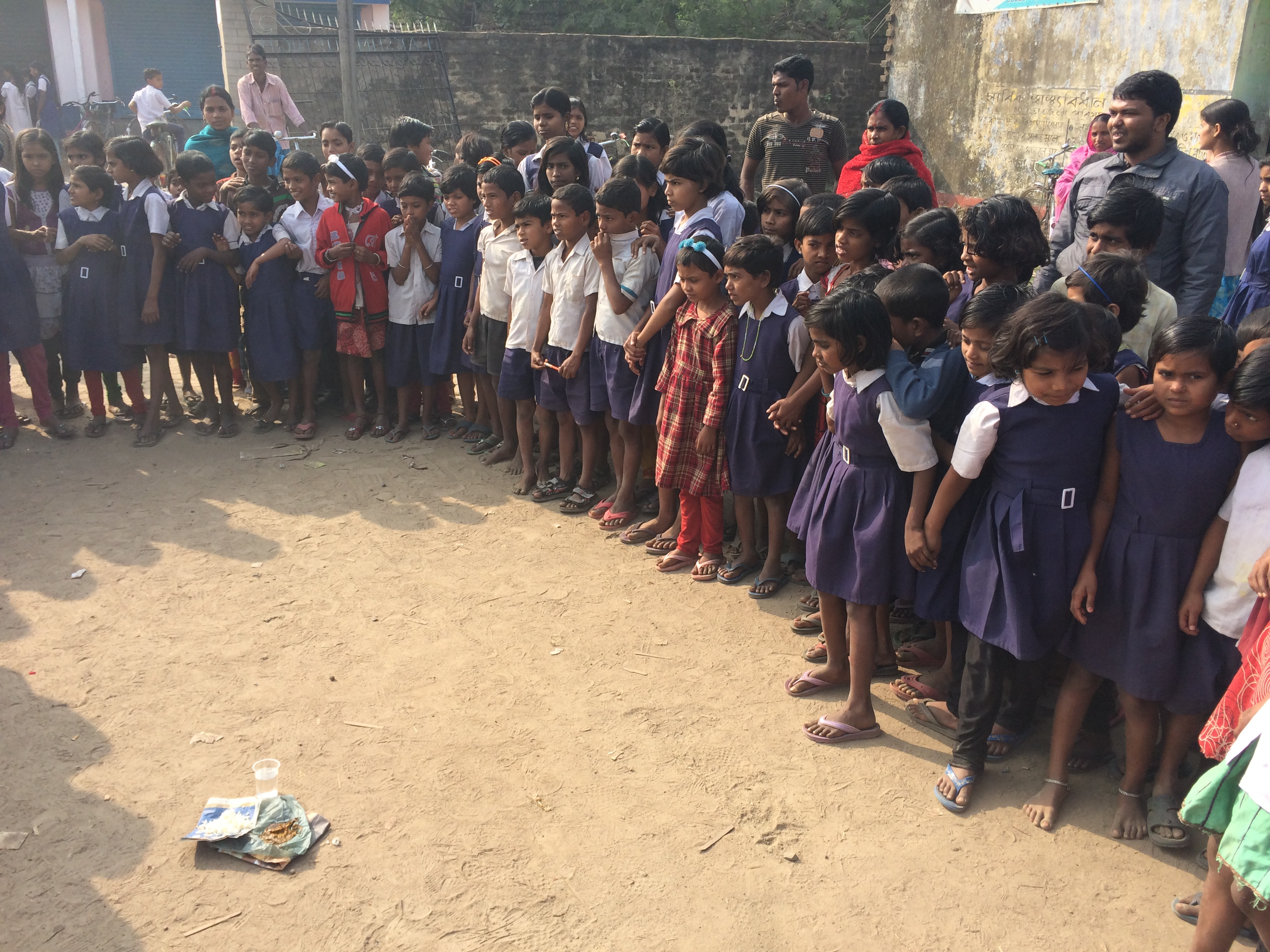
Школярі під час вправи спостерігають за склянкою води та свіжими людськими фекаліями, коли мухи пересуваються від води до фекалій та назад. Це наочна демонстрація того, як воду може бути заражено патогенами. Західний Бенгал, Індія.

Основою для сучасної F-даіграми слугували публікації Е. Дж. Вагнера та Дж. Н. Лануа, що пояснювали шляхи передавання та бар'єри для хвороби з місця зосередження фекалій. Цю діаграму часто використовують, аби показати, як належна санітарія (туалети, гігієна, миття рук) може слугувати ефективним бар'єром для зупинення передавання хвороби фекально-оральним шляхом. 

### Харчовий шлях передавання
Харчовим продуктам так само, як і воді, належить значна роль у передачі збудників усіх кишкових інфекцій як антропонозів, так і зоонозів. Заражений харчовий продукт може стати причиною як одиничних, так і масових захворювань. Зараження харчових продуктів патогенними мікроорганізмами може бути первинним і вторинним:
- Первинно зараженими називають такі продукти, що походять від хворої тварини.
- Значно частіше спостерігають вторинне зараження харчових продуктів, що розвивається після потрапляння збудників у продукти з рук хворої людини або носія, забрудненого посуду або внаслідок заносу гризунами. Вторинне зараження харчових продуктів може статися в процесі їх отримання, транспортування, зберігання і реалізації, а також під час приготування їжі. При цьому мікроорганізми здатні інтенсивно розмножуватися в харчових продуктах.

### Побутовий шлях передавання
Здійснюється через зараження (контамінацію) предметів побуту і праці. Оскільки патогенні мікроорганізми на предметах зазвичай не розмножуються і поступово гинуть, то роль заражених речей в їхній передачі неоднакова. Вона залежить від масивності зараження, життєздатності збудників, частоти і характеру використання речей здоровими людьми. Помітну роль у поширенні кишкових інфекцій грають посуд, іграшки, білизна, рушники тощо. Ці предмети в разі їхнього спільного використання хворими і здоровими особами можуть бути фактором передачі збудника. Сильно забрудненими збудниками кишкових інфекцій можуть бути дверні ручки, особливо в туалетах. Патогенні мікроорганізми потрапляють на них з рук неохайних хворих і носіїв, а потім забруднюють руки здорових людей, створюючи можливість їхнього зараження.

## Хвороби за типом патогену
Детальніші відомості з цієї теми ви можете знайти в статті Перелік інфекційних хвороб людини.
Серед хвороб з фекально-оральним механізмом передавання інфекції є за типом патогену:
- бактеріальні:

- холера
- шигельоз
- черевний тиф і паратифи
- сальмонельоз
- ешерихіоз
- кампілобактеріоз
- псевдотуберкульоз
- єрсиніоз кишковий тощо.

- вірусні:

- гепатит А
- гепатит E
- ентеровірусні інфекції
- ротавірусна інфекція тощо.

- хвороби, які спричинюють найпростіші:

- амебіаз
- лямбліоз
- криптоспоридіоз
- ізоспороз
- токсоплазмоз тощо.

- гельмінтози:

- які спричинюють нематоди — нематодози (ентеробіоз, аскаридоз, трихоцефальоз, трихінельоз, дирофіляріоз тощо),
- які спричинюють цестоди — цестодози (теніоз, теніаринхоз, ехінококоз, дифілоботріоз тощо),
- які спричинюють трематоди — трематодози (опісторхоз, клонорхоз тощо).